# Grong (stacja kolejowa)
Grong – stacja kolejowa w Grong, w okręgu Trøndelag w Norwegii, jest oddalona od Trondheim o 219,54 km. Jest położona na wysokości 50,9 m n.p.m.

## Ruch dalekobieżny
Leży na linii Nordlandsbanen. Stacja przyjmuje trzy pary pociągów do Trondheim i Bodø.

## Obsługa pasażerów
Wiata, poczekalnia, parking na 30 miejsc, kawiarnia, wózki bagażowe, telefon publiczny, wypożyczalnia samochodów, punkt obsługi niemowląt, autobus, ułatwienia dla niepełnosprawnych, postój taksówek. Odprawa podróżnych odbywa się w pociągu.